# Cosmologia nórdica

O termo cosmologia nórdica refere-se à maneira como o universo era enxergado por adeptos da mitologia nórdica.

## Os Nove Mundos
Não há uma clara definição sobre quais seriam os mundos da mitologia nórdica, pois muitos se sobrepõem e vários nomes são utilizados, designando, normalmente, o mesmo lugar. Diferentemente de outras culturas mitológicas, na nórdica não há uma clara definição sobre os lugares que, às vezes, são separados por mares ou oceanos, não constituindo mundos separados na acepção da palavra. Deste modo, podemos verificar a existência de nove mundos, conhecidos como os Nove Mundos da Mitologia Nórdica, que podem ser considerados os principais.
- Ásgarðr - Reino dos Aesir, lar dos deuses mais relacionados a assuntos de caráter social (com exceção de Freyr, Njord e Freyja, que são deuses Vanir, portanto, mais ligados à assuntos relacionados à natureza).

- Miðgarðr - Reino dos Humanos.

- Jötunheim - Reino dos Gigantes Comuns ou Gigantes da Montanha, por se localizar numa montanha, é também reino de outros seres mitológicos, como trolls.

- Muspelheim - Reino do Fogo, onde residem os Gigantes de Fogo.

- Niflheim - Reino de Gelo, onde residem os Gigantes de Gelo. Neste mundo também está localizado Helgardh, o domicílio dos mortos

- Vanaheim - Reino dos Vanir, deuses da natureza.

- Álflheim - Reino dos Elfos de luz.

- Svartalfheim - Reino dos Elfos escuros.

- Helheim - Reino dos Mortos,onde vão aqueles que morrem sem glória, por doenças ou por terem idade avançada.

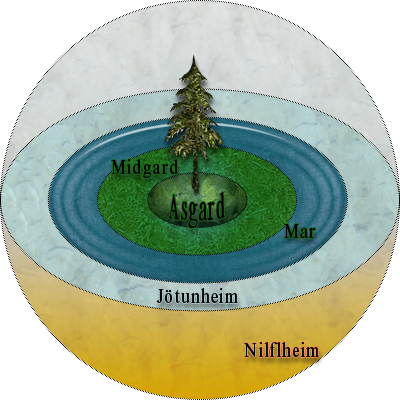
Esquema do universo segundo a mitologia nórdica.

## Oposições
À excepção de Vanaheim, Helheim e Midgard, o Reino dos Humanos, todos os outros têm características opostas com outro reino, sendo:
| Mundo      | Mundo oposto | Contraste                   |
| ---------- | ------------ | --------------------------- |
| Muspelheim | Niflheim     | Fogo e Calor // Gelo e Frio |
| Asgard     | Jotunheim    | Ordem // Caos               |
| Álfheim    | Svartalfheim | Luz // Obscuridade          |